# Turośń Kościelna
Turośń Kościelna è un comune rurale polacco del distretto di Białystok, nel voivodato della Podlachia.
Ricopre una superficie di 140,3 km² e nel 2004 contava 5 253 abitanti.